# Ивон Шуинар
Ивон Шуинар (на английски: Yvon Chouinard) е американски алпинист, екоактивист и предприемач. Компанията му „Патагония“ е сред първите със засилено отношение към съхраняването на природата.

## Биография
Роден е на 9 ноември 1938 г. в Луистън, Мейн, САЩ. Създава своята компания „Патагония“ в началото на 1970-те с основна задача да покаже, че е възможно да се прави честен бизнес без да се вреди на природата. Примерът на „Патагония“ е вдъхновение за създаването на течение за зелено предприемачество, честен бизнес с отношение към природата.

## Книги
Ивон Шуинар е автор на своята автобиографична книга „Оставете хората ми да сърфират“ и съавтор (съвместно с Винсънт Стенли) на книгата „Отговорната компания“ (ИК „Жанет 45“, 2014).